# Johann Adam Schöpf
Johann Adam Schöpf (křtěn 24. prosince 1702 Stadtamhof, dnes část Řezna – 10. ledna 1772 Egenburg, dnes část Pfaffenhofenu an der Glonn) byl německý vrcholně barokní malíř, jenž po jistou dobu působil v Čechách.
Byl pokračovatelem Cosmy Damiana Asama, s nímž se podílel na výzdobě Kostela Panny Marie Vítězné na Bílé hoře. Dále pracoval například v interiéru kostela svatého Karla Boromejského v Praze na Zderaze (dnes pravoslavný chrám sv. Cyrila a Metoděje v Resslově ulici).

## Život

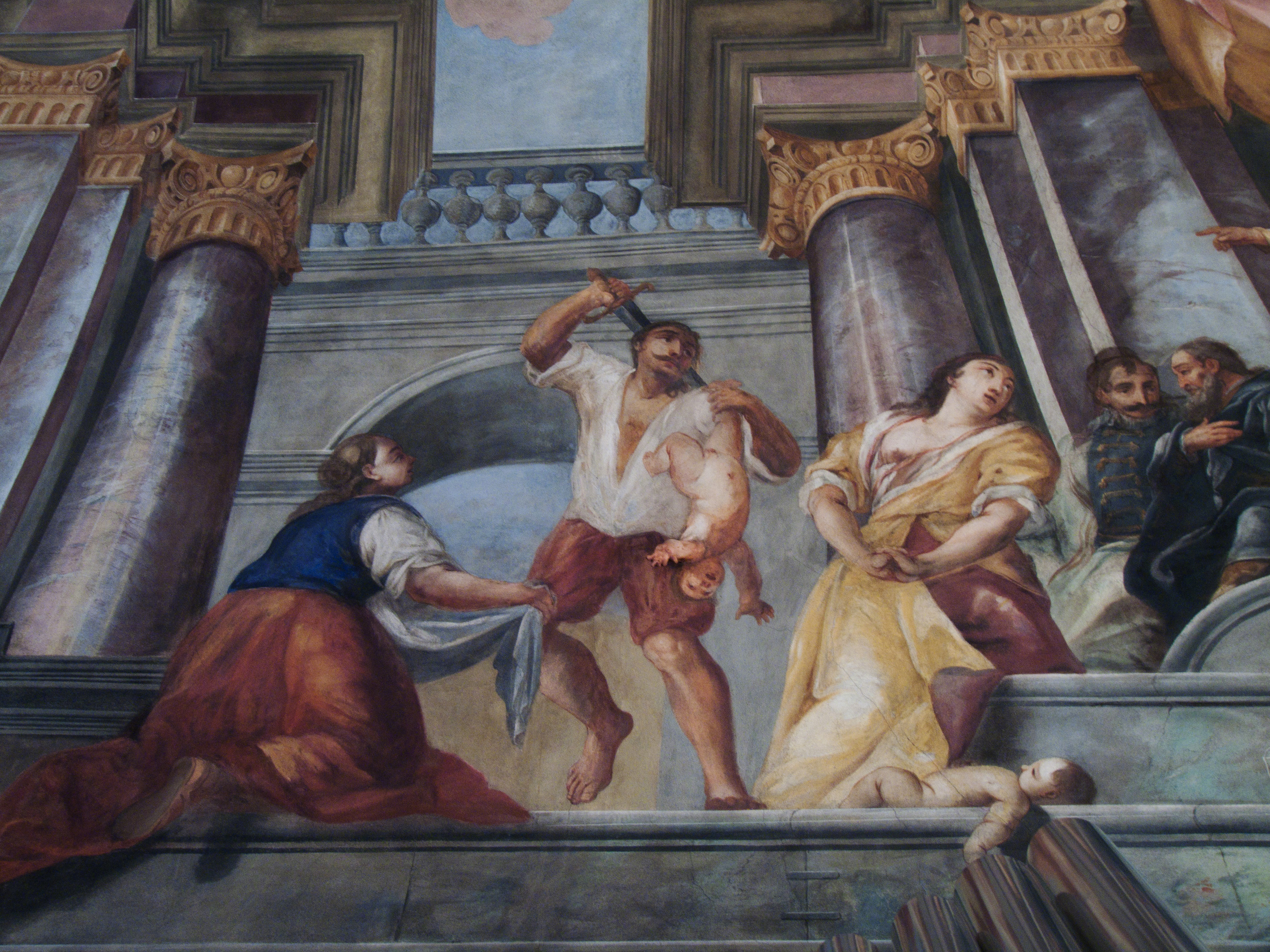
Freska na radnici v Českých Budějovicích

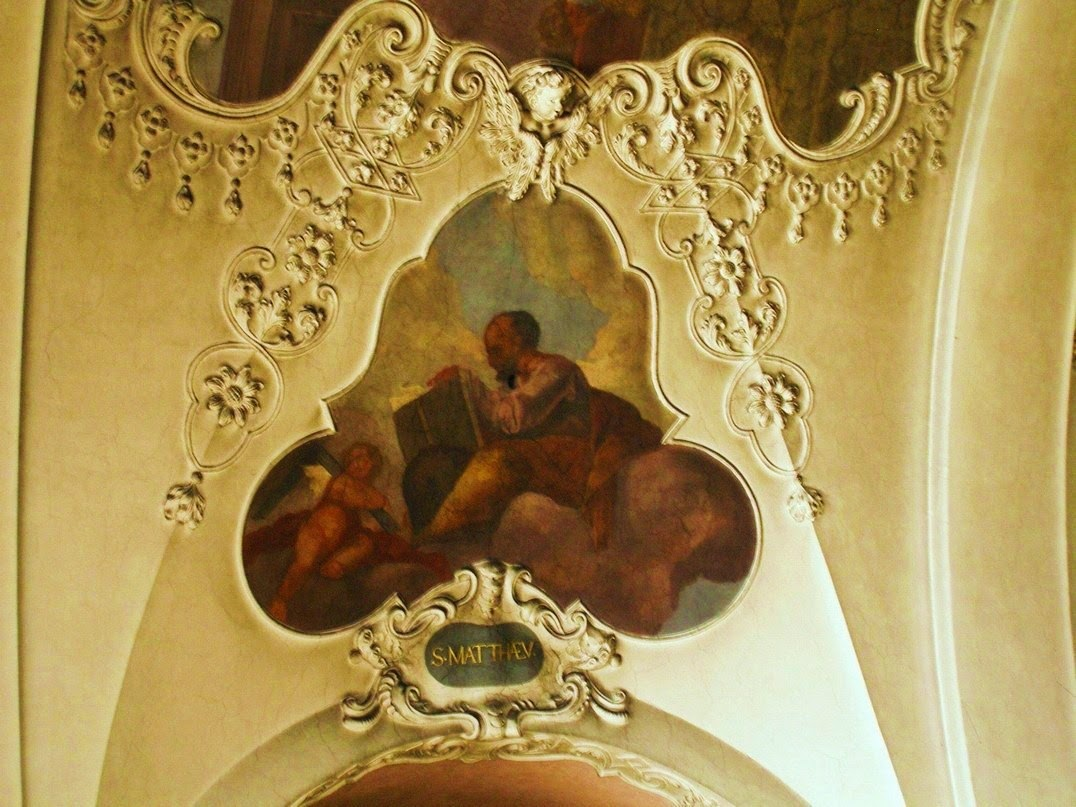
Svatý Matouš, freska z kostela na Zderaze

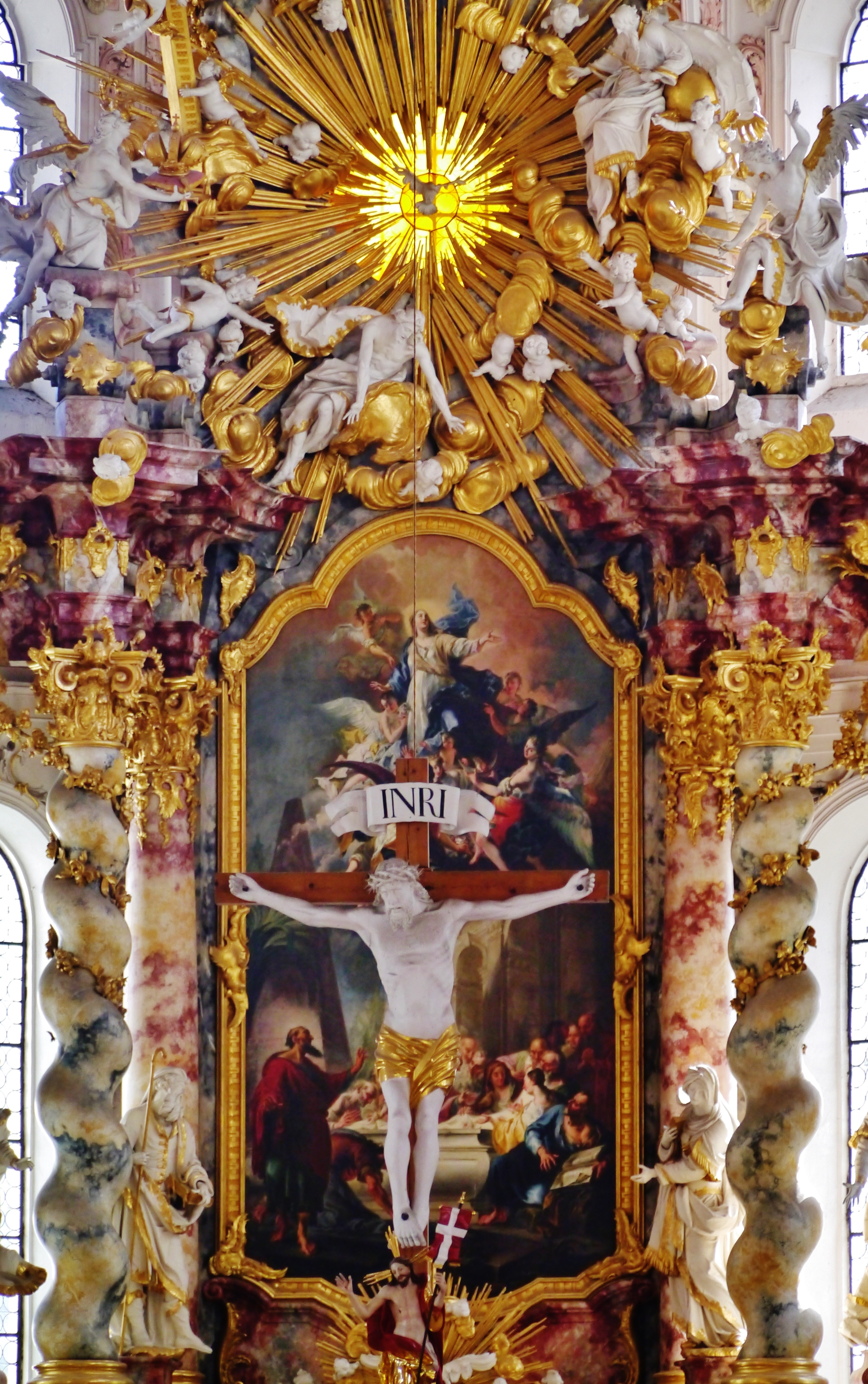
Oltářní obraz ve Fürstenfeldbrucku

Narodil se roku 1702, ve stejném roce jako Jan Petr Molitor, jeho otec byl řezbář a sochař Jakob Schöpf. Po vyučení u straubingského malíře Josepha Antona Merze odešel do Prahy, kde se prokazatelně nacházel od roku 1724. Dne 2. června 1726 zaplatil staroměstskému malířskému bratrstvu, které mu propůjčilo titul mistra na sedm let. Dne 7. července 1729 se stal měšťanem Starého Města pražského. Během svého pobytu v Praze bydlel Schöpf ve svém domě U Bílého lva v Celetné ulici. Mezi jeho pražské žáky patřil například freskař Jan Karel Kovář. V Praze se Schöpfovi narodil syn Johann Nepomuk. Prahu musel Schöpf opustit z politických důvodů 8. dubna 1742, protože podporoval nároky císaře Karla VII. Bavorského na královský trůn během války o rakouské dědictví. Schöpf se proto přestěhoval do Kolína nad Rýnem, kde ho jmenoval arcibiskup Clemens August Saský[zdroj⁠?!] dvorním malířem tamější diecéze. V roce 1750 se přestěhoval do Mnichova, odkud ke konci života přesídlil do Egenburgu, kde byl jeho syn Ignaz farářem. V Mnichově se připomíná jako „exilovaný pražský měšťan“. Tam také zemřel ve věku 70 let. Jeho druhý syn Johann Nepomuk Schöpf byl známým malířem a rytcem.

## Výběr z díla
- Praha, kaple sv. Hilaria při kostele Panny Marie Vítězné na Bílé hoře – freska s výjevem bitvy na Bílé hoře (1728)[2] a tamější křížová cesta
- České Budějovice, radnice – freska Šalamounův soud (1728), 148 metrů čtverečních velká nástropní malba v bývalé soudní místnosti stála 18 000 zlatých[3]
- České Budějovice, kaple Smrtelných úzkostí Páně – výzdoba interiéru (1729)
- Praha, kostel svatého Karla Boromejského na Zderazi – fresky
- Fürstenfeldbruck, bývalý klášterní kostel Nanebevzetí Panny Marie – oltářní obraz Nanebevzetí Panny Marie namalovaný spolu se synem Johannem Nepomukem (mezi 1759–1762)
- Straubing
  - farní kostel svatého Jakuba – oltářní obrazy
  - bývalý františkánský kostel – oltářní obraz Útěk do Egypta (zmizel)[4]
- Peruc, oltářní obraz v kostele svatého Petra a Pavla[5]